# Domakinstvo za pocetnici
Domakinstvo za pocetnici (Engels: Housekeeping for Beginners) is een internationale film uit 2023, geregisseerd en geschreven door Goran Stolevski.

## Verhaal
De film vertelt het verhaal van een levendige multi-etnische lgbt-gemeenschap die samenwoont in Dita's villa in de heuvels van de Macedonische hoofdstad Skopje. Nadat Suada, de partner van Dita ongeneeslijk ziek wordt, wordt ze belast met de zorg voor Suada's twee dochters Mia en Vanesa, de een een ondeugend klein kind en de ander een rebelse tiener. Dita wil eigenlijk geen moeder zijn en de meisjes willen niet haar dochters zijn. Maar om dit gemengde gezin te redden moet ze snel handelen en moet ze trouwen met de enige man die beschikbaar is vanwege de juridische situatie in het land op het gebied van het homohuwelijk en adoptie. Dit kan enkel met de steun van haar vriend Toni en zijn nieuwe, veel jongere vriend Ali.

## Rolverdeling
| Acteur           | Personage |
| ---------------- | --------- |
| Anamaria Marinca | Dita      |
| Alina Serban     | Sauda     |
| Samson Selim     | Ali       |
| Vladimir Tintor  | Toni      |
| Dzada Selim      | Mia       |
| Mia Mustafa      | Vanesa    |
| Sara Klimoska    |           |
| Rozafa Celaj     |           |
| Ajshe Useini     |           |

## Productie
In mei 2022 werd aangekondigd dat Goran Stolevski zijn derde film zou regisseren, met Marija Dimitrova als producer. De filmopnames begonnen in juli 2022. In februari 2023 werd aangekondigd dat Anamaria Marinca zich bij de cast van de film had gevoegd.

### Release en ontvangst
Domakinstvo za pocetnici ging op 6 september 2023 in première op het Filmfestival van Venetië in de Orizzonti-competitie waar hij de Queer Lion won.

## Prijzen en nominaties
De belangrijkste:
| Jaar | Prijs                    | Categorie                                                       | Genomineerde(n) | Uitslag  |
| ---- | ------------------------ | --------------------------------------------------------------- | --------------- | -------- |
| 2023 | Filmfestival van Venetië | Queer Lion                                                      | Goran Stolevski | Gewonnen |
| 2023 | Filmfestival van Venetië | Premio Fondazione Fai Persona Lavoro Ambiente - Special Mention | Goran Stolevski | Gewonnen |